# Guanidinenitraat
Guanidinenitraat of guanidiumnitraat is een ontvlambare organische verbinding met als brutoformule CH6N4O3. De stof komt voor als een witte vaste stof, die matig tot goed oplosbaar is in water. Guanidinenitraat is een zout dat is afgeleid van guanidine en salpeterzuur. Het wordt wegens het lage vlampunt en de hevige gasvorming bij verbranding gebruikt als raketbrandstof.
Guanidenitraat ontleedt als: 
{\displaystyle {\ce {H6N4CO3 (s) -> 3 H2O (g) + 2 N2 (g) + C (s)}}}

## Toxicologie en veiligheid
Guanidinenitraat kan bij schokken, wrijving, verwarming of stoten ontleden, met een explosie tot gevolg. Het vormt bij verbranding giftige en corrosieve dampen, onder andere salpeterzuur en stikstofoxiden. De stof is een sterke oxidator en reageert derhalve met brandbare en reducerende stoffen.
De stof is corrosief voor de ogen en de huid.